# Kanton Vertaizon
Kanton Vertaizon (fr. Canton de Vertaizon) je francouzský kanton v departementu Puy-de-Dôme v regionu Auvergne. Tvoří ho 12 obcí.

## Obce kantonu
- Beauregard-l'Évêque
- Bouzel
- Chas
- Chauriat
- Espirat
- Mezel
- Moissat
- Ravel
- Reignat
- Saint-Bonnet-lès-Allier
- Vassel
- Vertaizon